# Opération Galvanic
Cet article court présente un sujet plus développé dans : Bataille de Makin et Bataille de Tarawa.
Guerre du Pacifique, Seconde Guerre mondiale
Batailles
Makin, Tarawa
L'opération Galvanic est le nom de code donné au débarquement américain sur Makin et Tarawa, deux atolls des îles Gilbert, du 20 au 23 novembre 1943, sur le théâtre d'opérations du Pacifique, lors de la Seconde Guerre mondiale. L'opération se solde par une victoire américaine, l'empire du Japon perdant le contrôle des deux îles qu'il détenait depuis 1941.